# Маркіїт
Маркіїт - мінерал, уранілкарбонат кальцію, виявлений у копальні «Маркі» в штаті Юта, США. Група під керівництвом мінералога з Музею природознавства округу Лос-Анджелес, США, дослідила його структуру.
Типовий матеріал цього мінералу знаходиться в колекціях Музею природознавства округу Лос-Анджелес, США, та Мінералогічного музею імені Ферсмана Російської академії наук, РФ.
Мінерал виявлений в рамках проєкту «Carbon Mineral Challenge».

## Локації
США: Копальня «Маркі», Ред-Каньйон, округ Вайт-Каньйон, округ Сан-Хуан, штат Юта.